# Церква Покрови Пресвятої Богородиці (Майнич)
Церква Покрови Пресвятої Богородиці — діюча греко-католицька церква у селі Майнич на Самбірщині. Парафія належить до Дублянського деканату, Самбірсько-Дрогобицької Єпархії УГКЦ.

## Історія
Інвентар 1839 року подає опис місцевої дерев`яної церкви, збудованої, ймовірно, у XVIII столітті. На її місці у 1882 році зведено нині діючу дерев`яну святиню, яка була зачинена у 1962-1989 роках радянською владою. Мешканці опікувалися церквою, підвели фундаменти замість каменів, на яких спочивали підвалини, оскільки, у цьому місці високий рівень ґрунтової води.

## Архітектура
Будівля храму маленька за розмірами, збоку виглядає на розбудовану каплицю. За конструкцією — тризрубна, одноверха.
До вівтаря з обох сторін прибудовані ризниці, дахи яких суміщені з покриттям вівтаря. До південної ризниці уздовж стіни нави зробили зашклену веранду. Восьмерик нави накритий великою банею, увінчаною ліхтарем з маківкою. Нава від заходу має невеликий бабинець, накритий, як і вівтар, двосхилим дахом. Вхід у церкву також захищений дашком.
Над дверима, звичайно, образ Покрова Пресвятої Богородиці, ліворуч дверей зображення Пресвятої Богородиці з малим Ісусом (Матір Божа намальована як звичайна українка у вишитій сорочці), праворуч Ісус з розгорнутою книгою в руці. Усі стіни церкви вертикально шальовані дошками з лиштвами, внизу, над фундаментом, по периметру будівлі є дерев`яний захисний дашок.
На північ від церкви розташована дерев'яна двоярусна дзвіниця, накрита пірамідальним дахом. Вигляд дзвіниці сильно контрастує з оновленим храмом. За незалежності України біля входу на церковне подвір'я парафіяни влаштували на кам'яному постаменті фігуру Пресвятої Богородиці, накриту півкруглим дашком на високих стояках.